# 《国王的演讲》获奖名单
《国王的演讲》是汤姆·霍伯执导、大卫·塞德勒编剧的2010年英国历史剧情片，哥連·費夫领衔饰演约克公爵乔治（后来的英王乔治六世），海伦娜·博纳姆·卡特饰公爵夫人伊莉莎白王后，杰弗里·拉什诠释言語治療师萊納爾·羅格。乔治患有严重口吃，影片讲述他在羅格帮助下竭力克服症状、练习演说能力的故事。
影片2010年9月6日在美国特柳赖德电影节首映，2011年1月7日在英国上映，以约1500万美元（800万英镑）制作成本取得约4.24亿美元全球票房。《国王的演讲》在英国公映五周便打破该项国独立电影票房纪录，二十余位影评人把该片选入2010年十大佳片。
电影在第83届奥斯卡金像奖角逐入围12项，拿下最佳影片、导演、原著剧本、男主角四项。本片在第68屆金球獎以七项提名领跑，但最后只有费尔斯摘得影帝桂冠。美国导演工会奖授予霍伯最佳导演奖，费尔斯获美国演员工会奖最佳男主角，全体演员获最佳电影群体演出奖。影片以14项入围、七项胜出领跑英国电影学院奖，胜出项目分别是最佳影片、英国片、男主角、男配角、女配角、原创剧本、配乐。

## 荣誉

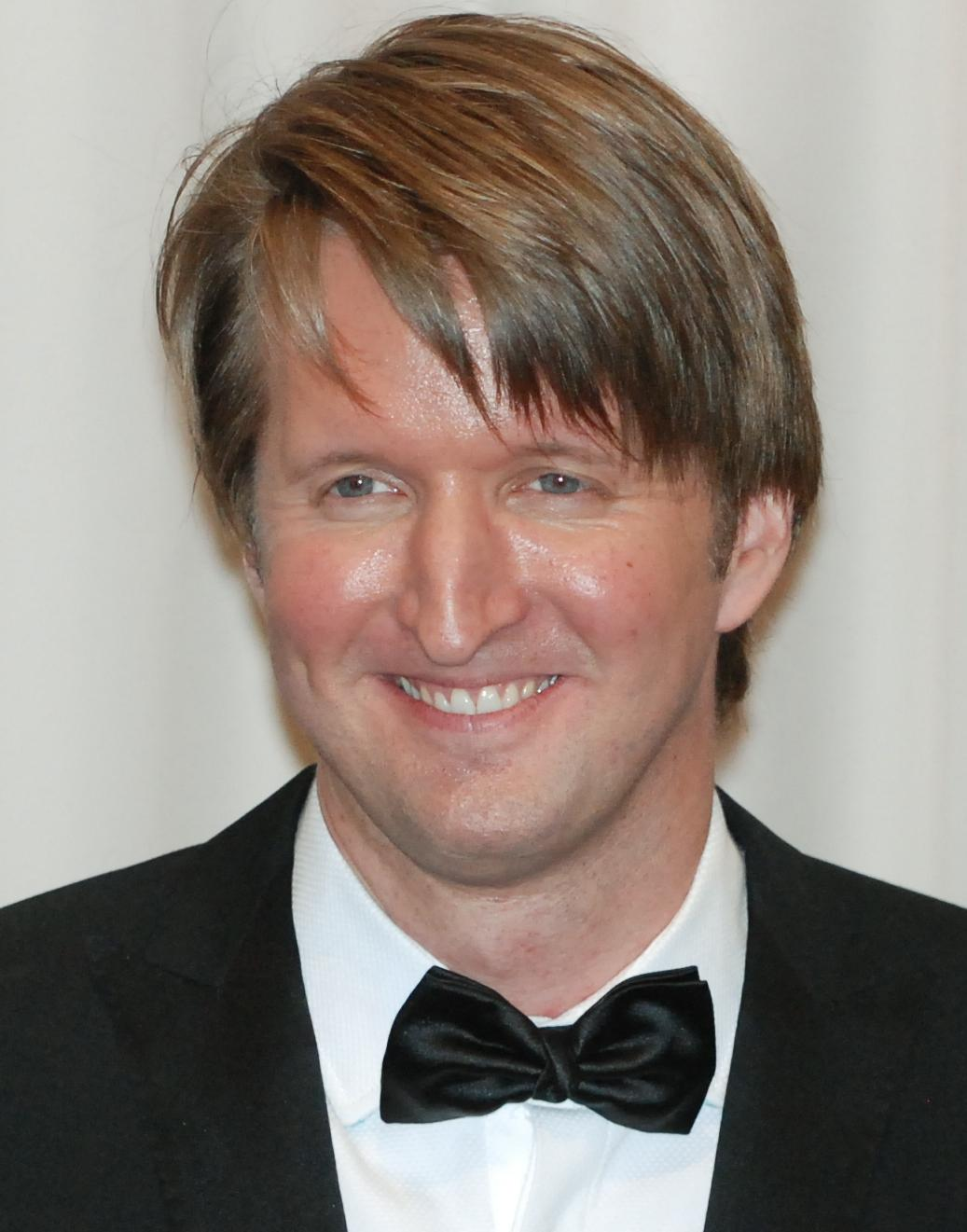
导演汤姆·霍伯（2011年）

| 机构                    | 颁奖日期        | 奖项                     | 提名人 | 结果 | 参考          |
| ----------------------- | --------------- | ------------------------ | --- | ---- | ------------- |
| 奥斯卡金像奖            | 2011年2月27日   | 最佳影片                 | 伊安·坎宁、埃米尔·谢尔曼、格莱斯·乌文                                                                                      | 獲獎 | [ 8 ]         |
| 奥斯卡金像奖            | 2011年2月27日   | 最佳导演                 | 汤姆·霍伯 | 獲獎 | [ 8 ]         |
| 奥斯卡金像奖            | 2011年2月27日   | 最佳男主角               | 哥連·費夫 | 獲獎 | [ 8 ]         |
| 奥斯卡金像奖            | 2011年2月27日   | 最佳男配角               | 杰弗里·拉什 | 提名 | [ 8 ]         |
| 奥斯卡金像奖            | 2011年2月27日   | 最佳女配角               | 海伦娜·博纳姆·卡特 | 提名 | [ 8 ]         |
| 奥斯卡金像奖            | 2011年2月27日   | 最佳原著剧本             | 大卫·塞德勒 | 獲獎 | [ 8 ]         |
| 奥斯卡金像奖            | 2011年2月27日   | 最佳艺术指导             | 伊芙·斯图尔特、朱迪·法尔                                                                                                   | 提名 | [ 8 ]         |
| 奥斯卡金像奖            | 2011年2月27日   | 最佳摄影                 | 丹尼·科恩 | 提名 | [ 8 ]         |
| 奥斯卡金像奖            | 2011年2月27日   | 最佳服装设计             | 珍妮·碧万 | 提名 | [ 8 ]         |
| 奥斯卡金像奖            | 2011年2月27日   | 最佳剪辑                 | 塔里克·安瓦尔 | 提名 | [ 8 ]         |
| 奥斯卡金像奖            | 2011年2月27日   | 最佳原创配乐             | 亚历山大·德斯普拉 | 提名 | [ 8 ]         |
| 奥斯卡金像奖            | 2011年2月27日   | 最佳音效                 | 保罗·汉布林、马丁·詹森、约翰·米德格雷                                                                                      | 提名 | [ 8 ]         |
| 女性电影记者联盟        | 2011年1月10日   | 最佳影片                 | 最佳影片 | 提名 | [ 14 ] [ 15 ] |
| 女性电影记者联盟        | 2011年1月10日   | 最佳原创剧本             | 大卫·塞德勒 | 提名 | [ 14 ] [ 15 ] |
| 女性电影记者联盟        | 2011年1月10日   | 最佳群体演出             | 最佳群体演出 | 提名 | [ 14 ] [ 15 ] |
| 女性电影记者联盟        | 2011年1月10日   | 最佳导演                 | 汤姆·霍伯 | 提名 | [ 14 ] [ 15 ] |
| 女性电影记者联盟        | 2011年1月10日   | 最佳男主角               | 科林·费尔斯 | 獲獎 | [ 14 ] [ 15 ] |
| 女性电影记者联盟        | 2011年1月10日   | 最佳女配角               | 海伦娜·伯翰·卡特 | 提名 | [ 14 ] [ 15 ] |
| 女性电影记者联盟        | 2011年1月10日   | 最佳男配角               | 杰弗里·拉什 | 提名 | [ 14 ] [ 15 ] |
| 美国电影剪辑工会        | 2011年2月19日   | 最佳剧情片剪辑           | 塔里克·安瓦尔 | 提名 | [ 16 ]        |
| 美国电影学会            | 2011年1月14日   | 特别奖                   | 特别奖 | 獲獎 | [ 17 ]        |
| 美国电影摄影工会        | 2011年2月13日   | 最佳院线电影摄影         | 丹尼·科恩 | 提名 | [ 18 ]        |
| 藝術指導工會            | 2011年2月5日    | 最佳时代片艺术指导       | 伊芙·斯图尔特 | 獲獎 | [ 19 ]        |
| 奥斯汀影评人协会        | 2010年12月22日  | 最佳男主角               | 科林·费尔斯 | 獲獎 | [ 20 ]        |
| 英国电影和电视艺术学院  | 2011年2月13日   | 最佳影片                 | 最佳影片 | 獲獎 | [ 13 ]        |
| 英国电影和电视艺术学院  | 2011年2月13日   | 最佳英国片               | 最佳英国片 | 獲獎 | [ 13 ]        |
| 英国电影和电视艺术学院  | 2011年2月13日   | 最佳剪辑                 | 塔里克·安瓦尔 | 提名 | [ 13 ]        |
| 英国电影和电视艺术学院  | 2011年2月13日   | 最佳艺术指导             | 伊芙·斯图尔特朱迪·法尔 | 提名 | [ 13 ]        |
| 英国电影和电视艺术学院  | 2011年2月13日   | 最佳服装设计             | 珍妮·碧万 | 提名 | [ 13 ]        |
| 英国电影和电视艺术学院  | 2011年2月13日   | 最佳音效                 | 约翰·米德格雷、李·沃波尔、保罗·汉布林、马丁·詹森                                                                           | 提名 | [ 13 ]        |
| 英国电影和电视艺术学院  | 2011年2月13日   | 最佳化妆                 | 弗朗西丝·汉农 | 提名 | [ 13 ]        |
| 英国电影和电视艺术学院  | 2011年2月13日   | 最佳男主角               | 科林·费尔斯 | 獲獎 | [ 13 ]        |
| 英国电影和电视艺术学院  | 2011年2月13日   | 最佳导演                 | 汤姆·霍伯 | 提名 | [ 13 ]        |
| 英国电影和电视艺术学院  | 2011年2月13日   | 最佳男配角               | 杰弗里·拉什 | 獲獎 | [ 13 ]        |
| 英国电影和电视艺术学院  | 2011年2月13日   | 最佳女配角               | 海伦娜·伯翰·卡特 | 獲獎 | [ 13 ]        |
| 英国电影和电视艺术学院  | 2011年2月13日   | 最佳原创剧本             | 大卫·塞德勒 | 獲獎 | [ 13 ]        |
| 英国电影和电视艺术学院  | 2011年2月13日   | 最佳电影配乐             | 亚历山大·德斯普拉 | 獲獎 | [ 13 ]        |
| 英国电影和电视艺术学院  | 2011年2月13日   | 最佳摄影                 | 丹尼·科恩 | 提名 | [ 13 ]        |
| 英国独立电影奖          | 2010年12月5日   | 最佳英国独立电影         | 最佳英国独立电影 | 獲獎 | [ 21 ]        |
| 英国独立电影奖          | 2010年12月5日   | 最佳男主角               | 科林·费尔斯 | 獲獎 | [ 21 ]        |
| 英国独立电影奖          | 2010年12月5日   | 最佳导演                 | 汤姆·霍伯 | 提名 | [ 21 ]        |
| 英国独立电影奖          | 2010年12月5日   | 最佳编剧                 | 大卫·塞德勒 | 獲獎 | [ 21 ]        |
| 英国独立电影奖          | 2010年12月5日   | 最佳男配角               | 杰弗里·拉什 | 獲獎 | [ 21 ]        |
| 英国独立电影奖          | 2010年12月5日   | 最佳男配角               | 盖·皮尔斯 | 提名 | [ 21 ]        |
| 英国独立电影奖          | 2010年12月5日   | 最佳女配角               | 海伦娜·伯翰·卡特 | 獲獎 | [ 21 ]        |
| 英国独立电影奖          | 2010年12月5日   | 理查德·哈里斯奖          | 海伦娜·伯翰·卡特 | 獲獎 | [ 21 ]        |
| 英国独立电影奖          | 2010年12月5日   | 最佳艺术指导技术成就     | 伊芙·斯图尔特 | 提名 | [ 21 ]        |
| 芝加哥影评人协会        | 2010年12月19日  | 最佳影片                 | 最佳影片 | 提名 | [ 22 ]        |
| 芝加哥影评人协会        | 2010年12月19日  | 最佳原创剧本             | 大卫·塞德勒 | 提名 | [ 22 ]        |
| 芝加哥影评人协会        | 2010年12月19日  | 最佳男主角               | 科林·费尔斯 | 獲獎 | [ 22 ]        |
| 芝加哥影评人协会        | 2010年12月19日  | 最佳女配角               | 海伦娜·伯翰·卡特 | 提名 | [ 22 ]        |
| 芝加哥影评人协会        | 2010年12月19日  | 最佳男配角               | 杰弗里·拉什 | 提名 | [ 22 ]        |
| 芝加哥影评人协会        | 2010年12月19日  | 最佳导演                 | 汤姆·霍伯 | 提名 | [ 22 ]        |
| 服装设计工会            | 2011年2月22日   | 最佳时代片服装设计       | 珍妮·碧万 | 獲獎 | [ 23 ]        |
| 评论家选择电影奖        | 2011年1月14日   | 最佳影片                 | 最佳影片 | 提名 | [ 24 ]        |
| 评论家选择电影奖        | 2011年1月14日   | 最佳群体演出             | 最佳群体演出 | 提名 | [ 24 ]        |
| 评论家选择电影奖        | 2011年1月14日   | 最佳女配角               | 海伦娜·伯翰·卡特 | 提名 | [ 24 ]        |
| 评论家选择电影奖        | 2011年1月14日   | 最佳男主角               | 科林·费尔斯 | 獲獎 | [ 24 ]        |
| 评论家选择电影奖        | 2011年1月14日   | 最佳男配角               | 杰弗里·拉什 | 提名 | [ 24 ]        |
| 评论家选择电影奖        | 2011年1月14日   | 最佳导演                 | 汤姆·霍伯 | 提名 | [ 24 ]        |
| 评论家选择电影奖        | 2011年1月14日   | 最佳原创剧本             | 大卫·塞德勒 | 獲獎 | [ 24 ]        |
| 评论家选择电影奖        | 2011年1月14日   | 最佳摄影                 | 丹尼·科恩 | 提名 | [ 24 ]        |
| 评论家选择电影奖        | 2011年1月14日   | 最佳艺术指导             | 伊芙·斯图尔特朱迪·法尔 | 提名 | [ 24 ]        |
| 评论家选择电影奖        | 2011年1月14日   | 最佳服装设计             | 珍妮·碧万 | 提名 | [ 24 ]        |
| 评论家选择电影奖        | 2011年1月14日   | 最佳配乐                 | 亚历山大·德斯普拉 | 提名 | [ 24 ]        |
| 达拉斯—沃斯堡影评人协会 | 2010年12月17日  | 最佳影片                 | 最佳影片 | 提名 | [ 25 ]        |
| 达拉斯—沃斯堡影评人协会 | 2010年12月17日  | 最佳导演                 | 汤姆·霍伯 | 提名 | [ 25 ]        |
| 达拉斯—沃斯堡影评人协会 | 2010年12月17日  | 最佳女配角               | 海伦娜·伯翰·卡特 | 提名 | [ 25 ]        |
| 达拉斯—沃斯堡影评人协会 | 2010年12月17日  | 最佳男主角               | 科林·费尔斯 | 提名 | [ 25 ]        |
| 达拉斯—沃斯堡影评人协会 | 2010年12月17日  | 最佳男配角               | 杰弗里·拉什 | 提名 | [ 25 ]        |
| 意大利电影金像奖        | 2011年5月6日    | 最佳欧洲片               | 最佳欧洲片 | 獲獎 | [ 26 ]        |
| 丹佛影评人协会          | 2011年1月28日   | 最佳影片                 | 最佳影片 | 提名 | [ 27 ]        |
| 丹佛影评人协会          | 2011年1月28日   | 最佳原创剧本             | 大卫·塞德勒 | 提名 | [ 27 ]        |
| 丹佛影评人协会          | 2011年1月28日   | 最佳男主角               | 科林·费尔斯 | 獲獎 | [ 27 ]        |
| 丹佛影评人协会          | 2011年1月28日   | 最佳女配角               | 海伦娜·伯翰·卡特 | 提名 | [ 27 ]        |
| 丹佛影评人协会          | 2011年1月28日   | 最佳男配角               | 杰弗里·拉什 | 提名 | [ 27 ]        |
| 底特律影评人协会        | 2010年12月16日  | 最佳影片                 | 最佳影片 | 提名 | [ 28 ]        |
| 底特律影评人协会        | 2010年12月16日  | 最佳群体演出             | 最佳群体演出 | 提名 | [ 28 ]        |
| 底特律影评人协会        | 2010年12月16日  | 最佳导演                 | 汤姆·霍伯 | 提名 | [ 28 ]        |
| 底特律影评人协会        | 2010年12月16日  | 最佳女配角               | 海伦娜·伯翰·卡特 | 提名 | [ 28 ]        |
| 底特律影评人协会        | 2010年12月16日  | 最佳男主角               | 科林·费尔斯 | 獲獎 | [ 28 ]        |
| 底特律影评人协会        | 2010年12月16日  | 最佳男配角               | 杰弗里·拉什 | 提名 | [ 28 ]        |
| 美国导演工会奖          | 2011年1月29日   | 最佳长片电影导演         | 汤姆·霍伯 | 獲獎 | [ 10 ]        |
| 帝國獎                  | 2011年3月27日   | 最佳英国片               | 最佳英国片 | 提名 | [ 29 ]        |
| 帝國獎                  | 2011年3月27日   | 最佳影片                 | 最佳影片 | 提名 | [ 29 ]        |
| 帝國獎                  | 2011年3月27日   | 最佳男主角               | 科林·费尔斯 | 獲獎 | [ 29 ]        |
| 帝國獎                  | 2011年3月27日   | 最佳女主角               | 海伦娜·伯翰·卡特 | 提名 | [ 29 ]        |
| 帝國獎                  | 2011年3月27日   | 最佳导演                 | 汤姆·霍伯 | 提名 | [ 29 ]        |
| 歐洲電影獎              | 2011年12月3日   | 最佳男主角               | 科林·费尔斯 | 獲獎 | [ 30 ]        |
| 歐洲電影獎              | 2011年12月3日   | 最佳作曲                 | 亚历山大·德斯普拉 | 提名 | [ 30 ]        |
| 歐洲電影獎              | 2011年12月3日   | 最佳剪辑                 | 塔里克·安瓦尔 | 獲獎 | [ 30 ]        |
| 歐洲電影獎              | 2011年12月3日   | 人民选择奖最佳欧洲片     | 人民选择奖最佳欧洲片 | 獲獎 | [ 30 ]        |
| 《标准晚报》            | 2011年2月7日    | 最佳影片                 | 最佳影片 | 提名 | [ 31 ]        |
| 《标准晚报》            | 2011年2月7日    | 最佳男主角               | 科林·费尔斯 | 提名 | [ 31 ]        |
| 《标准晚报》            | 2011年2月7日    | 技术成就奖               | 珍妮·碧万 | 提名 | [ 31 ]        |
| 獨立精神獎              | 2011年2月26日   | 最佳外国片               | 最佳外国片 | 獲獎 | [ 32 ]        |
| 佛罗里达影评人协会      | 2010年12月20日  | 最佳男主角               | 科林·费尔斯 | 獲獎 | [ 33 ]        |
| 俄罗斯金鹰奖            | 2012年1月27日]] | 最佳外语片               | 《国王的演讲》 | 獲獎 | [ 34 ]        |
| 金球獎                  | 2011年1月16日   | 最佳影片（正剧类）       | 最佳影片（正剧类） | 提名 | [ 9 ]         |
| 金球獎                  | 2011年1月16日   | 最佳电影男主角（正剧类） | 科林·费尔斯 | 獲獎 | [ 9 ]         |
| 金球獎                  | 2011年1月16日   | 最佳电影女配角           | 海伦娜·伯翰·卡特 | 提名 | [ 9 ]         |
| 金球獎                  | 2011年1月16日   | 最佳电影男配角           | 杰弗里·拉什 | 提名 | [ 9 ]         |
| 金球獎                  | 2011年1月16日   | 最佳导演                 | 汤姆·霍伯 | 提名 | [ 9 ]         |
| 金球獎                  | 2011年1月16日   | 最佳编剧                 | 大卫·塞德勒 | 提名 | [ 9 ]         |
| 金球獎                  | 2011年1月16日   | 最佳原创配乐             | 亚历山大·德斯普拉 | 提名 | [ 9 ]         |
| 哥雅獎                  | 2011年2月13日   | 最佳欧洲片               | 汤姆·霍伯 | 獲獎 | [ 35 ]        |
| 汉普顿国际电影节        | 2010年10月10日  | 叙事片观众奖             | 汤姆·霍伯 | 獲獎 | [ 36 ]        |
| 好莱坞电影节            | 2010年10月25日  | 最佳女配角               | 海伦娜·伯翰·卡特 | 獲獎 | [ 37 ]        |
| 休斯顿影评人协会        | 2010年12月18日  | 最佳影片                 | 最佳影片 | 提名 | [ 38 ]        |
| 休斯顿影评人协会        | 2010年12月18日  | 最佳女配角               | 海伦娜·伯翰·卡特 | 提名 | [ 38 ]        |
| 休斯顿影评人协会        | 2010年12月18日  | 最佳男主角               | 科林·费尔斯 | 提名 | [ 38 ]        |
| 休斯顿影评人协会        | 2010年12月18日  | 最佳男配角               | 杰弗里·拉什 | 提名 | [ 38 ]        |
| 国际电影配乐评论协会    | 2011年2月24日   | 年度电影配乐             | 亚历山大·德斯普拉 | 提名 | [ 39 ]        |
| 国际电影配乐评论协会    | 2011年2月24日   | 最佳剧情片配乐           | 亚历山大·德斯普拉 | 獲獎 | [ 39 ]        |
| 意大利在线电影奖        | 2011年5月8日    | 最佳影片                 | 最佳影片 | 提名 | [ 40 ]        |
| 意大利在线电影奖        | 2011年5月8日    | 最佳原创剧本             | 大卫·塞德勒 | 提名 | [ 40 ]        |
| 意大利在线电影奖        | 2011年5月8日    | 最佳剪辑                 | 塔里克·安瓦尔 | 提名 | [ 40 ]        |
| 意大利在线电影奖        | 2011年5月8日    | 最佳配乐                 | 亚历山大·德斯普拉 | 提名 | [ 40 ]        |
| 意大利在线电影奖        | 2011年5月8日    | 最佳导演                 | 汤姆·霍伯 | 提名 | [ 40 ]        |
| 意大利在线电影奖        | 2011年5月8日    | 最佳男主角               | 科林·费尔斯 | 獲獎 | [ 40 ]        |
| 意大利在线电影奖        | 2011年5月8日    | 最佳男配角               | 杰弗里·拉什 | 提名 | [ 40 ]        |
| 意大利在线电影奖        | 2011年5月8日    | 最佳女配角               | 海伦娜·伯翰·卡特 | 獲獎 | [ 40 ]        |
| 利兹国际电影节          | 2010年11月22日  | 观众票选最佳长片电影     | 观众票选最佳长片电影 | 獲獎 | [ 41 ]        |
| 伦敦影评人协会          | 2011年2月10日   | 年度电影                 | 年度电影 | 提名 | [ 42 ] [ 43 ] |
| 伦敦影评人协会          | 2011年2月10日   | 年度英国电影             | 年度英国电影 | 獲獎 | [ 42 ] [ 43 ] |
| 伦敦影评人协会          | 2011年2月10日   | 年度男主角               | 科林·费尔斯 | 獲獎 | [ 42 ] [ 43 ] |
| 伦敦影评人协会          | 2011年2月10日   | 年度英国男演员           | 科林·费尔斯 | 提名 | [ 42 ] [ 43 ] |
| 伦敦影评人协会          | 2011年2月10日   | 年度英国女演员           | 海伦娜·伯翰·卡特 | 提名 | [ 42 ] [ 43 ] |
| 伦敦影评人协会          | 2011年2月10日   | 年度英国导演             | 汤姆·霍伯 | 獲獎 | [ 42 ] [ 43 ] |
| 伦敦影评人协会          | 2011年2月10日   | 年度编剧                 | 大卫·塞德勒 | 提名 | [ 42 ] [ 43 ] |
| 洛杉磯影評人協會        | 2010年12月12日  | 最佳男主角               | 科林·费尔斯 | 獲獎 | [ 44 ]        |
| 电影音效剪辑工会        | 2011年2月20日   | 最佳长片电影对白音效剪辑 | 塔里克·安瓦尔 | 提名 | [ 45 ]        |
| 國家評論協會            | 2010年12月2日   | 十大佳片                 | 十大佳片 | 提名 | [ 46 ] [ 47 ] |
| 英国国家电影奖          | 2011年5月11日   | 最佳剧情片               | 最佳剧情片 | 獲獎 | [ 48 ]        |
| 英国国家电影奖          | 2011年5月11日   | 特别表彰                 | 特别表彰 | 獲獎 | [ 48 ]        |
| 英国国家电影奖          | 2011年5月11日   | 年度演出                 | 科林·费尔斯 | 獲獎 | [ 48 ]        |
| 英国国家电影奖          | 2011年5月11日   | 年度演出                 | 海伦娜·伯翰·卡特 | 提名 | [ 48 ]        |
| 英国国家电影奖          | 2011年5月11日   | 年度演出                 | 杰弗里·拉什 | 提名 | [ 48 ]        |
| 國家影評人協會          | 2011年1月8日    | 最佳男配角               | 杰弗里·拉什 | 獲獎 | [ 49 ]        |
| 國家影評人協會          | 2011年1月8日    | 最佳男主角               | 科林·费尔斯 | 提名 | [ 49 ]        |
| 國家影評人協會          | 2011年1月8日    | 最佳编剧                 | 大卫·塞德勒 | 提名 | [ 49 ]        |
| 紐約影評人協會          | 2010年12月13日  | 最佳男主角               | 科林·费尔斯 | 獲獎 | [ 50 ]        |
| 在线影评人协会          | 2011年1月3日    | 最佳男主角               | 科林·费尔斯 | 獲獎 | [ 51 ]        |
| 在线影评人协会          | 2011年1月3日    | 最佳男配角               | 杰弗里·拉什 | 提名 | [ 51 ]        |
| 在线影评人协会          | 2011年1月3日    | 最佳原创剧本             | 大卫·塞德勒 | 提名 | [ 51 ]        |
| 美國製片人協會          | 2011年1月22日   | 最佳院线电影             | 伊安·坎宁、埃米尔·谢尔曼、格莱斯·乌文                                                                                      | 獲獎 | [ 52 ]        |
| 聖地牙哥影評人協會      | 2010年12月14日  | 最佳影片                 | 最佳影片 | 提名 | [ 53 ]        |
| 聖地牙哥影評人協會      | 2010年12月14日  | 最佳男主角               | 科林·费尔斯 | 提名 | [ 53 ]        |
| 聖地牙哥影評人協會      | 2010年12月14日  | 最佳原著剧本             | 大卫·塞德勒 | 提名 | [ 53 ]        |
| 聖地牙哥影評人協會      | 2010年12月14日  | 最佳男配角               | 杰弗里·拉什 | 提名 | [ 53 ]        |
| 旧金山影评人协会        | 2010年12月13日  | 最佳原创剧本             | 大卫·塞德勒 | 獲獎 | [ 54 ]        |
| 旧金山影评人协会        | 2010年12月13日  | 最佳男主角               | 科林·费尔斯 | 獲獎 | [ 54 ]        |
| 圣芭芭拉国际电影节      | 2011年1月24日   | 最佳群体演出             | 最佳群体演出 | 獲獎 | [ 55 ]        |
| 卫星奖                  | 2010年12月19日  | 最佳剧情片               | 最佳剧情片 | 提名 | [ 56 ]        |
| 卫星奖                  | 2010年12月19日  | 最佳原创剧本             | 大卫·塞德勒 | 獲獎 | [ 56 ]        |
| 卫星奖                  | 2010年12月19日  | 最佳导演                 | 汤姆·霍伯 | 提名 | [ 56 ]        |
| 卫星奖                  | 2010年12月19日  | 最佳剧情片男主角         | 科林·费尔斯 | 獲獎 | [ 56 ]        |
| 卫星奖                  | 2010年12月19日  | 最佳电影男配角           | 杰弗里·拉什 | 提名 | [ 56 ]        |
| 美國演員工會獎          | 2011年1月30日   | 最佳男主角               | 科林·费尔斯 | 獲獎 | [ 11 ]        |
| 美國演員工會獎          | 2011年1月30日   | 最佳女配角               | 海伦娜·伯翰·卡特 | 提名 | [ 11 ]        |
| 美國演員工會獎          | 2011年1月30日   | 最佳男配角               | 杰弗里·拉什 | 提名 | [ 11 ]        |
| 美國演員工會獎          | 2011年1月30日   | 最佳电影群体演出         | 安东尼·安德鲁斯、海伦娜·伯翰·卡特、詹妮弗·艾莉、科林·费尔斯、邁可·坎邦、德雷克·雅可比、盖·皮尔斯、杰弗里·拉什、蒂莫西·斯波 | 獲獎 | [ 11 ]        |
| 圣路易斯影评人协会      | 2010年12月20日  | 最佳男主角               | 科林·费尔斯 | 獲獎 | [ 57 ]        |
| 圣路易斯影评人协会      | 2010年12月20日  | 最佳男配角               | 杰弗里·拉什 | 提名 | [ 57 ]        |
| 圣路易斯影评人协会      | 2010年12月20日  | 最佳女配角               | 海伦娜·伯翰·卡特 | 提名 | [ 57 ]        |
| 圣路易斯影评人协会      | 2010年12月20日  | 最佳导演                 | 汤姆·霍伯 | 提名 | [ 57 ]        |
| 圣路易斯影评人协会      | 2010年12月20日  | 最佳编剧                 | 大卫·塞德勒 | 獲獎 | [ 57 ]        |
| 圣路易斯影评人协会      | 2010年12月20日  | 最佳影片                 | 最佳影片 | 提名 | [ 57 ]        |
| 圣路易斯影评人协会      | 2010年12月20日  | 最佳艺术/创意电影        | 最佳艺术/创意电影 | 提名 | [ 57 ]        |
| 多伦多影评人协会        | 2010年12月14日  | 最佳男主角               | 科林·费尔斯 | 提名 | [ 58 ]        |
| 多伦多影评人协会        | 2010年12月14日  | 最佳男配角               | 杰弗里·拉什 | 提名 | [ 58 ]        |
| 多伦多影评人协会        | 2010年12月14日  | 最佳编剧                 | 大卫·塞德勒 | 提名 | [ 58 ]        |
| 多倫多國際電影節        | 2010年9月19日   | 人民选择奖               | 汤姆·霍伯 | 獲獎 | [ 58 ]        |
| 温哥华影评人协会        | 2011年1月10日   | 最佳男主角               | 科林·费尔斯 | 獲獎 | [ 59 ]        |
| 温哥华影评人协会        | 2011年1月10日   | 最佳男配角               | 杰弗里·拉什 | 提名 | [ 59 ]        |
| 华盛顿特区影评人协会    | 2010年12月6日   | 最佳女配角               | 海伦娜·伯翰·卡特 | 提名 | [ 60 ]        |
| 华盛顿特区影评人协会    | 2010年12月6日   | 最佳男配角               | 杰弗里·拉什 | 提名 | [ 60 ]        |
| 华盛顿特区影评人协会    | 2010年12月6日   | 最佳男主角               | 科林·费尔斯 | 獲獎 | [ 60 ]        |
| 华盛顿特区影评人协会    | 2010年12月6日   | 最佳原创剧本             | 大卫·塞德勒 | 提名 | [ 60 ]        |
| 女影评人协会            | 2010年12月20日  | 最佳男主角               | 科林·费尔斯 | 獲獎 | [ 61 ]        |
| 女影评人协会            | 2010年12月20日  | 最佳电影男子形象         | 最佳电影男子形象 | 獲獎 | [ 61 ]        |